# Uparrettåede hovdyr
De uparrettåede hovdyr er en orden af pattedyr. I modsætning til de parrettåede hovdyr er de oftest kendetegnet ved et ulige antal tæer. Ordenen omfatter tre familier med nulevende arter, heste (Equidae), næsehorn (Rhinocerotidae) og tapirer (Tapiridae) med i alt omkring 17 arter. At disse meget forskelligt udseende dyr er beslægtede, blev som den første erkendt af den britiske zoolog Richard Owen i det 19. århundrede.

## Klassifikation
De tre familier med nulevende arter:
- Orden Perissodactyla
  - Underorden Hippomorpha
    - Familie Equidae

  - Underorden Ceratomorpha
    - Familie Tapiridae
    - Familie Rhinocerotidae